# Sclerasterias tanneri
Sclerasterias tanneri är en sjöstjärneart som först beskrevs av Addison Emery Verrill 1880.  Sclerasterias tanneri ingår i släktet Sclerasterias och familjen trollsjöstjärnor. Inga underarter finns listade i Catalogue of Life.